# Zoltán Fekete
Zoltán Jolt Fekete (n. 29 noiembrie 1935, Petroșani) a fost un deputat în Parlamentul României, ales din partea județului Hunedoara pe listele partidului UDMR în legislatura 1992-1996, începând de la data de 7 aprilie 1994, când l-a înlocuit în funcție pe deputatul Csaba Takács, care a demisionat.